# Project Snowblind
Project: Snowblind ist ein Ego-Shooter des US-amerikanischen Computerspielentwicklers Crystal Dynamics, veröffentlicht vom britischen Computerspielpublisher Eidos Interactive. Der Spieler schlüpft in die Rolle von Nathan Frost, einem Soldaten einer internationalen Friedenssicherungstruppe namens Liberty Coalition. Nach einer schweren Verletzung während eines feindlichen Angriffs werden Frost experimentelle nano-technologische Augmentierung und Körpermodifikationen implantiert, die aus ihm einen „Soldaten der Zukunft“ machen. Mit seinen neuen Fähigkeiten muss Frost der Coalition zum Sieg gegen ihre mächtigen Feinde verhelfen.

## Handlung
Die Erzählung spielt in Hongkong im Jahr 2065. Die Stadt wird unerwartet von feindlichen Truppen der sogenannten Republic angegriffen, die unter der Führung eines abtrünnigen chinesischen Generals namens Yan Lo stehen. Die in Hongkong stationierte internationale Friedenstruppe Liberty Coalition wird beauftragt, die Insel gegen die Invasoren zu verteidigen. Im Mittelpunkt der Handlung steht Nathan Frost, 2nd Lieutenant der Liberty Coalition, der bei dem Versuch, das Leben eines verwundeten Soldaten zu retten, durch einen Überraschungsangriff von Republic-Soldaten lebensbedrohlich verwundet wird. Frosts Leben wird von der Coalition mit Hilfe von experimenteller Nanotechnologie gerettet. Durch seine besonderen Fähigkeiten, die ihm durch seine nanotechnischen Augmentierungen zur Verfügung gestellt werden, übernimmt Frost die führende Rolle beim Gegenangriff der Coalition auf die Republic, wobei er einem Wissenschaftler der Republic namens Dr. Joseph Liaw beim Überlaufen behilflich ist. Dr. Liaw setzt Frost über einen Geheimplan von General Yan Lo in Kenntnis, das sogenannte Project: Snowblind.
Yan Lo glaubt demnach, dass die Menschheit durch die Technik schwach geworden sei, und plant daher, in New York, Paris und Hongkong eine EMP-Bombe zu zünden. So würde ein großer Teil der technisierten Zivilisation zum Erliegen kommen und die Welt in ein neues Dunkles Zeitalter stürzen.
Bei dem Versuch, den General an der Durchführung seines Plans zu hindern, startet Frost einen Angriff auf Yan Los geheimen unterirdischen Bunker, wo er auf ebenfalls nano-augmentierte Elitesoldaten und schließlich den General selbst trifft. Auch der General entpuppt sich wie Frost als augmentierter Übersoldat, der zwanzig Jahre zuvor mit weniger fortschrittlicher biomechanischer Technik erschaffen wurde. Die schmerzhaften Nebeneffekte dieser physikalischen Augmentierungen trieben den General in den Wahnsinn und befeuerten seinen Hass auf die moderne Technik. Es kommt zum Kampf zwischen Frost und Yan Lo, bei dem beide mit nahezu identischen Spezialkräften hantieren. Frost erweist sich als Sieger, während es bei Yan Lo zu einer Überladung kommt und dieser schließlich explodiert. Allerdings kann Frost den Fortgang von Project: Snowblind dadurch nicht aufhalten.
In einem letzten verzweifelten Versuch, Project: Snowblind zu stoppen, greift Frost zusammen mit den verbliebenen Coalition-Soldaten die Fabrik an, in der die EMP-Bomben für den Angriff vorbereitet werden. Es gelingt Frost die Fabrik zu zerstören, während die Coalition-Soldaten die Eingänge gegen die anstürmende feindliche Verstärkung verteidigen. Die Endsequenz zeigt Frost und die verbliebenen Coalition-Soldaten auf ihrem Rückweg zur nächstgelegenen Coalition-Basis.

## Spielprinzip

### Allgemein
Ähnlich wie in Deus Ex bietet Project: Snowblind dem Spieler eine Vielzahl an Entscheidungsmöglichkeiten, wie er die Aufgabenstellungen lösen möchte. Obwohl der Spielverlauf weitgehend linear aufgebaut ist, enthalten die meisten Level daher mehrere Lösungswege, beispielsweise für einen eher kampforientierten Spielstil oder eine schleichorientierte Vorgehensweise. Anders als in Deus Ex konzentriert sich das Spiel ausschließlich auf Kämpfe, auch wenn hier ebenfalls mehrere Vorgehensweise möglich sind. Jede Waffe im Spiel besitzt einen sekundären Feuermodus, teils mit exotischen Effekten wie einem Schwarm zielsuchender Robotdronen. Daneben steht dem Spieler eine Auswahl an Granaten zur Verfügung, mit Effekten wie einem kurzzeitig stationär errichteten Energieschirm, hinter dem der Spieler Deckung nehmen kann. Der Spieler kann ein spezielles Icepick-Gerät verwenden, um gegnerische Überwachungskameras, Selbstschussanlagen und Roboter zu hacken und gegen den Feind zu richten. Das Spiel beinhaltet außerdem verschiedene Fahrzeuge. Schlussendlich besitzt der Spielercharakter eine große Bandbreite an nanotechnologischen Augmentierungen, mit denen er verschiedenartige Fähigkeiten erlangen kann und die einen der Hauptaspekte des Spiels darstellen. Zu Beginn sind nur einige wenige Fähigkeiten aktiv, im weiteren Spielverlauf erweitert sich Frosts Fähigkeitenarsenal jedoch stetig.

### Mehrspieler
Der Mehrspieler-Modus übernimmt verschiedene Spielelemente der Kampagne wie zum Beispiel die Fahrzeuge, die Fähigkeit, Überwachungskameras und Selbstschussanlagen auf dem Schlachtfeld zu hacken, oder diverse Augmentierungen. Es stehen sechs Spielfiguren mit unterschiedlichen Spezialfähigkeiten zur Auswahl (Grunt, Heavy, Scout, Sniper, Agent, Berserkera). Außerdem stehen verschiedene Spielmodi zur Auswahl:
- Deathmatch/Team Deathmatch
- Hunter
- Capture the Flag
- Fast Flag Capture
- Tactical Assault
- Assault
- Quick Demolition

## Entwicklung
Project: Snowblind wurde ursprünglich als ein auf Mehrspieler fokussierter Ableger der Computerspielreihe Deus Ex konzipiert, mit dem Arbeitstitel Deus Ex: Clan Wars. Nach den enttäuschenden Verkaufszahlen von Deus Ex: Invisible War wurden die Bezüge zur Deus-Ex-Spielwelt jedoch gestrichen und das Spiel als eigenständiges Produkt vermarktet. Einige Elemente des Spiels erinnern jedoch sichtbar an entsprechende Elemente von Invisible War, wie die spinnenartigen Miniroboter oder die Energiezellen zum Aufladen der Augmentierungen.
Die Entwicklungsarbeiten wurden offiziell am 14. Februar 2005 abgeschlossen, am 23. Februar kam das Spiel erstmals in den Handel, für Xbox und PlayStation 2. Die PC-Version folgte erst im März.
| Rolle             | Englischer Sprecher | Deutscher Sprecher |
| ----------------- | ------------------- | ------------------ |
| Lt. Nathan Frost  | André Sogliuzzo     | Tom Vogt           |
| Specialist Pitney | Stefan Marks        | Dietmar Wunder     |
| Sgt. Major Chung  | Keone Young         |                    |
| Lt. Col. Kanazawa | Chris Edgerly       |                    |
| Dr. Joseph Liaw   | James Hong          |                    |
| PFC. John Walker  | Earl Gough          |                    |
| Sgt. Stilwell     | Robin Atkin Downes  |                    |

## Rezeption
Das Spiel wurde für seine kurze Spieldauer und die geringen Multiplayer-Aktivitäten kritisiert, jedoch auch für sein unterhaltsames Spielprinzip gelobt. Mehrfach wurde für die Spielerfigur Nathan Frost die Referenz zu Der Sechs-Millionen-Dollar-Mann gezogen.
Die PC Games bemängelte, dass dem Spiel auf PC seine Konsolenherkunft anzumerken sei, gerade bei der Grafik, die von verschwommenen, blassen Texturen und zahlreichen sichtbaren Kanten geprägt sei. Auch die Künstliche Intelligenz der Computergegner sei schlecht und die Physikeffekte weit hinter der Leistung vergleichbarer Konkurrenztitel wie Half-Life 2 zurück.

„Der Allrounder unter den Shootern: Snowblind macht alles, aber nichts sehr gut.“